# Obus de 20 mm des forces armées des États-Unis
Les forces armées des États-Unis ont utilisé au moins trois sortes d’obus de calibre 20 mm durant la Seconde Guerre mondiale. Et emploient dans les années 2020 ce calibre pour, entre autres, les diverses versions du M61 Vulcan.

## Obus explosifs et incendiaires

### Mk. I
Cet obus d’origine britannique est adopté comme standard dans l’armée américaine en août 1941, bien qu’il y ait déjà été en usage au de cette année. Le modèle d’origine, avec lequel il est presque identique, a été conçu pour être utilisé par des armes embarquées à bord d’aéronefs et contre d’autres aéronefs, ce qui transparaît dans sa composition interne, l’obus emportant à la fois une charge explosive à base de tétryl ou de composition A et une charge incendiaire. Dans les forces armées américaines, ce modèle est destiné à être utilisé par les canons de 20 mm M1, AN-M2 et Hispano-Suiza /A/.
L’obus est composé d’une douille M21A1, remplie de poudre IMR et dotée d’une amorce à percussion M36A1. Le projectile pèse environ 130 g, dont environ 11,3 g constituent la charge militaire : soit 7 g de tétryl, soit 6,5 g de composition A dans la partie antérieure de l’obus, le reste étant composé d’un mélange incendiaire placé dans la partie postérieure du projectile. La fusée,de type instantané, est également d’origine britannique et conserve sa nomenclature d’origine : D.A. Nª253, Mk.III /A/.

## Obus perforants

### M75
Le M75 est un obus perforant utilisé pendant la Seconde Guerre mondiale par les canons de 20 mm M1, AN-M2 et Hispano-Suiza /A/. Sa douille est le modèle M21A1 en laiton ou, en cas de pénurie, M21A1B1 en acier, remplie de poudre IMR et dotée d’une amorce à percussion M36A1. Le projectile est une masse pleine réalisée par tournage à partir de barres d’acier, seule une petite cavité étant prévue à l’arrière pour emporter un mélange traceur brûlant pendant quatre secondes.

## Obus d’entraînement

### Ball (Practice)20mm
Cet obus d’entraînement est utilisé pendant la Seconde Guerre mondiale par les canons de 20 mm M1, AN-M2 et Hispano-Suiza /A/. Il est très similaire au M75, avec lequel il partage la douille M21A1 et l’amorce M36A1, mais son ogive est creuse.

### Tableaux récapitulatifs
| Modèle | Poids total | Poids du projectile | Charge militaire | Vélocité en sortie de bouche | Portée maximale |
| ------ | ----------- | ------------------- | ---------------- | ---------------------------- | --------------- |
| Mk. I  | 256,7 g     | 129,7 g             |                  | 853,4 m/s                    | 4 663 m         |

| Modèle | Poids total | Poids du projectile | Charge militaire | Vélocité en sortie de bouche | Portée maximale |
| ------ | ----------- | ------------------- | ---------------- | ---------------------------- | --------------- |
| M75    | 290,3 g     | 164,7 g             | Aucune           | 777,2 m/s                    | 5 761 m         |

| Modèle                | Poids total | Poids du projectile | Charge militaire | Vélocité en sortie de bouche | Portée maximale |
| --------------------- | ----------- | ------------------- | ---------------- | ---------------------------- | --------------- |
| Ball (Practice) 20 mm | 252,2 g     | 125,2 g             | Aucune           | 868,7 m/s                    | 4 846 m         |